# Andre Thornton
Andre Thornton (Tuskegee, Alabama, 13 de agosto de 1949) es un exjugador profesional estadounidense de béisbol que se desempeñó en la posición de bateador designado en las Grandes Ligas de Béisbol (MLB). Logró obtener un Bate de Plata.

## Carrera
Thornton jugó como profesional cuatro temporadas en Chicago Cubs (1973-1976), después pasó a Montreal Expos (1976), luego a Cleveland Indians, donde jugó diez temporadas (1977-1979, 1981-1987), y fue el equipo en el que se retiró.

## Premios
Fue galardonado con el Bate de Plata en una oportunidad (1984).